# Stefano Passaggio
Stefano Passaggio (* 27. Januar 1921 in Borgoratto) ist ein ehemaliger italienischer Musiker.

## Werdegang
Passaggio spielte als Berufsmusiker langjährig im Deutschen Symphonie-Orchester Berlin. Er war dort erster Bratschist. Passaggio war außerdem von 1967 bis 1971 als Bratschist Mitglied des Drolc-Quartetts. Mit dem Drolc-Quartett und als Solist veröffentlichte er mehrere Schallplatten. Später lehrte er als Professor an der Musikakademie der Universität Zagreb.